# Lànids

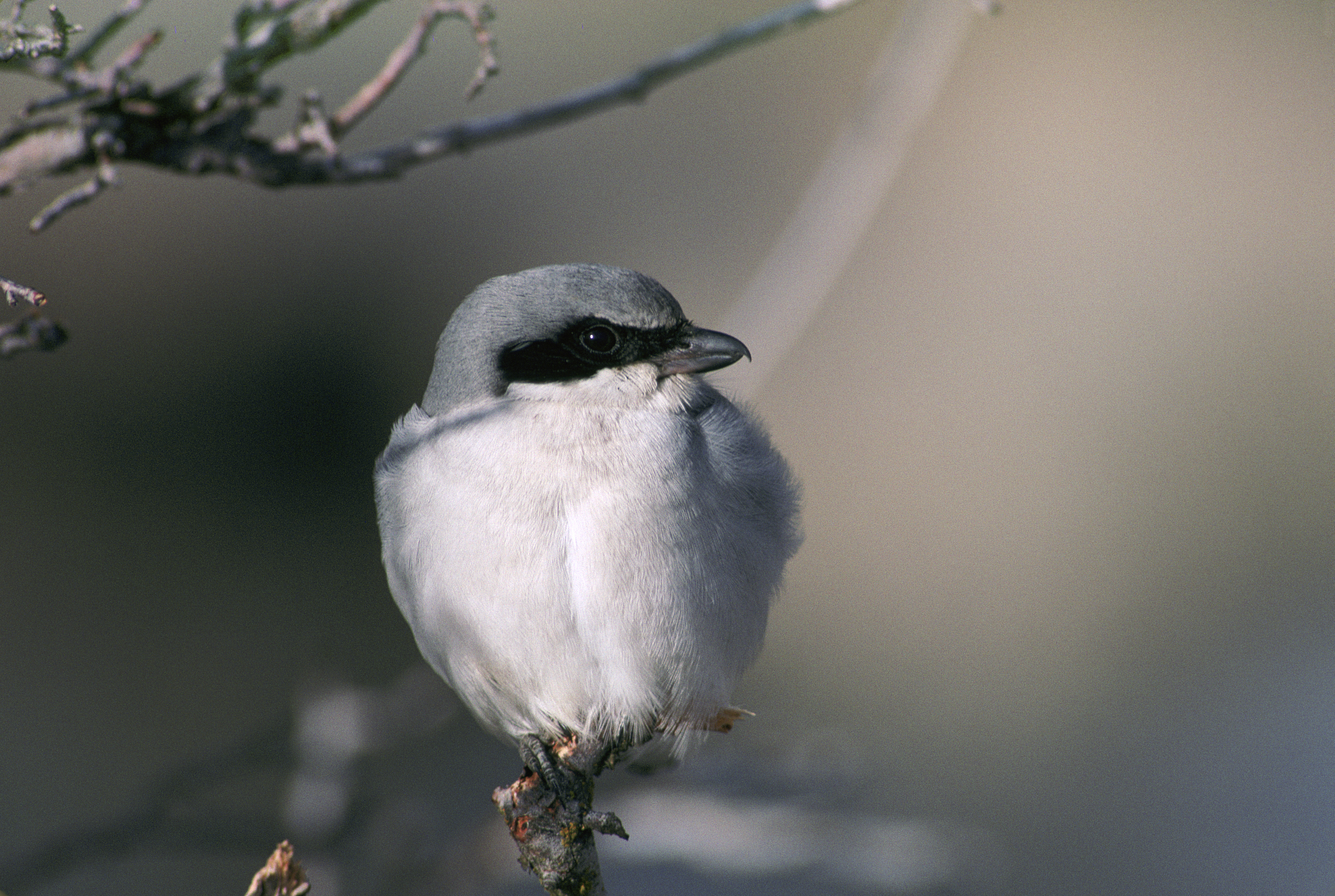
Botxí americà (Lanius ludovicianus)

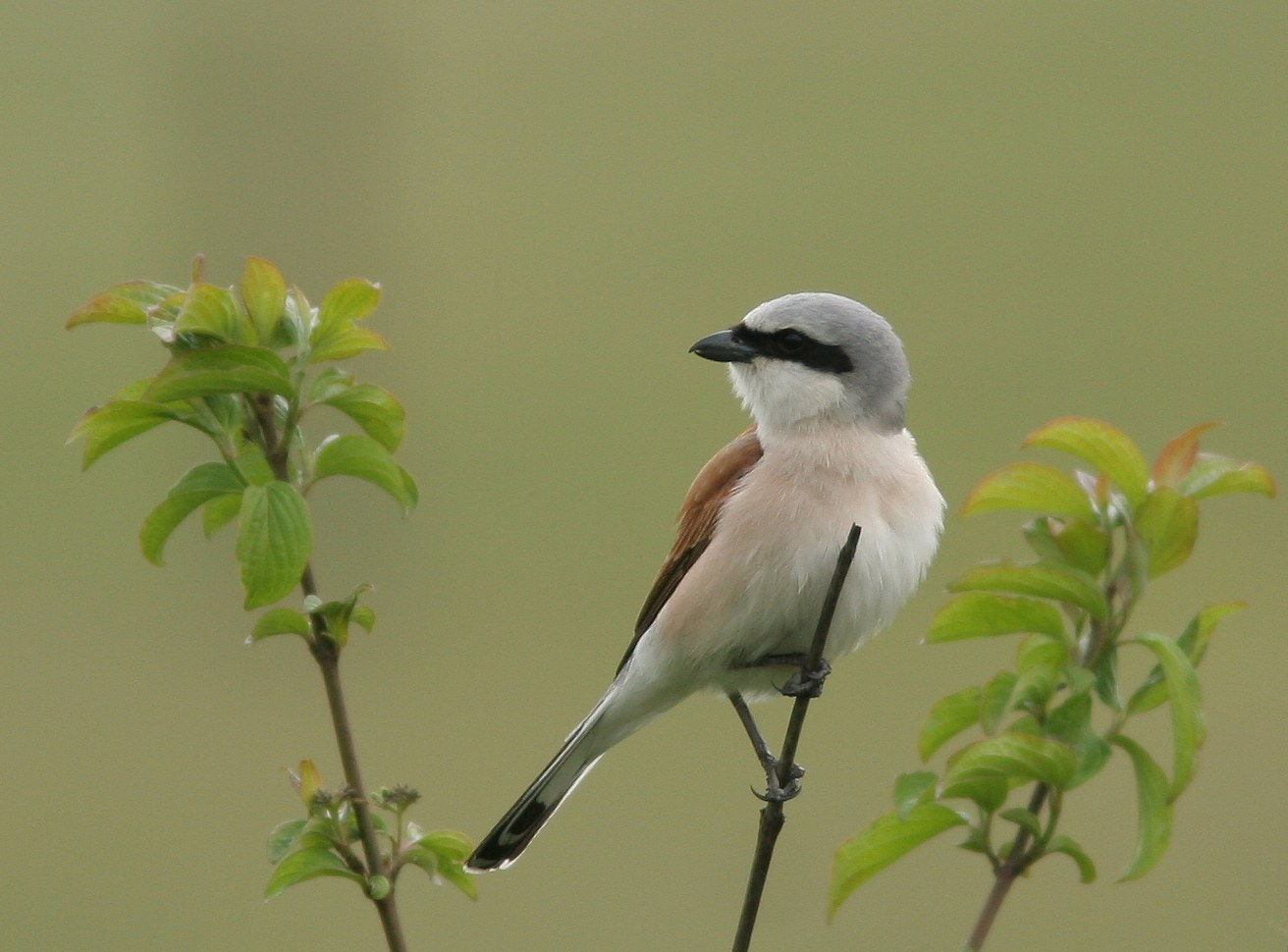
Mascle d'escorxador (Lanius collurio)

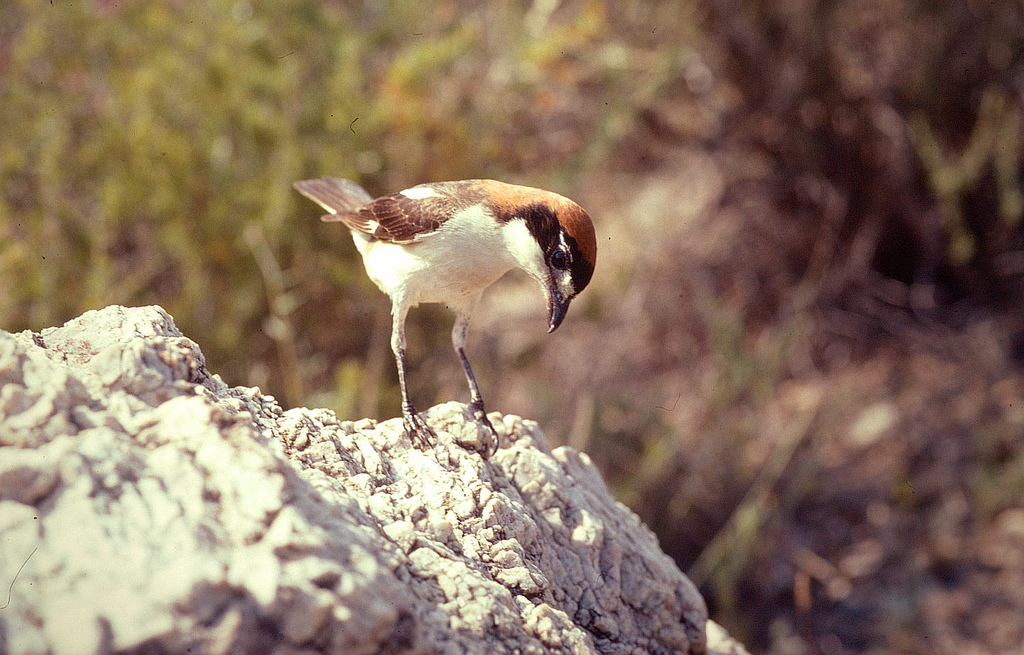
Capsigrany (Lanius senator)

Els lànids (Laniidae) són una família de l'ordre dels passeriformes, que reuneix els popularment anomenats escorxadors o botxins i capsigranys balears a les Illes.

## Descripció
Tots els seus representants estan caracteritzats perquè presenten un bec en forma de ganxo, proveït d'un sortint com una dent a cada costat de la mandíbula superior i d'una escotadura a ambdues parts de la mandíbula inferior, que pot estar poc marcada. Aquest bec -que recorda el dels rapinyaires, sobretot el dels falcons- és un caràcter convergent que indica un règim alimentari similar.

## Alimentació
Aquests ocells es comporten com petits depredadors, i es nodreixen d'insectes, amfibis, rèptils, altres ocells i mamífers, sempre que la mida d'aquestes preses no sigui excessivament gran.
Els lànids tenen el costum d'empalar les seues víctimes en les espines d'arbusts per esbocinar-les després amb més tranquil·litat o per guardar-les per a una menja posterior.

## Distribució geogràfica
La major part de les espècies d'aquesta família es troben a Euràsia i Àfrica. Només dues espècies viuen a Nord-amèrica.

## Gèneres i espècies
Segons la classificació de l’IOC World Bird List (versió 10.2 2020), aquesta família està formada per 4 gèneres amb 33 espècies:
- Gènere Corvinella, amb una espècie: botxí becgroc (Corvinella corvina)
- Gènere Urolestes, amb una espècie: botxí garser (Urolestes melanoleucus)
- Gènere Eurocephalus, amb dues espècies.
- Gènere Lanius, amb 29 espècies.